# 小眼似片寄居蟹
小眼似片寄居蟹（学名：Tomopaguroides valdividae）为寄居蟹科似片寄居蟹屬下的一个种。